# Austrogammarus australis
Austrogammarus australis е вид ракообразно от семейство Paramelitidae. Видът е критично застрашен от изчезване.

## Разпространение и местообитание
Разпространен е в Австралия (Виктория).
Обитава сладководни басейни и потоци.